# شهرزاد
شَهْرَزَاد هي شخصية رئيسية أنثوية وراوية في إطار سردية لمجموعة الحكايات العربية المعروفة بـألف ليلة وليلة، مجموعة من القصص والأساطير استمدت من الثقافات المتعددة الشرقية جُمِعَت بالعربية على مر القرون.
شهرزاد هي ابنة الوزير وعقيلة ملك شهريار، هي فارسية واختها الصغيرة تسمي دُنيازاد. تعد البطل الثاني في القصة، وشهريار هو البطل الأول، الذي كان يتزوج يوميًا من عذراء ثم يقوم بقتلها في اليوم التالي بسبب عقدة نفسية جاءت له جراء خيانة زوجته بَهرامَة، بالرغم من حبه لها. فقرر شهريار أنّ ينتقم من جميع النساء وذلك بأن يتزوج كل يوم فتاة عذراء وفي نهاية اليوم يقوم بقطع رأسها، وكان يبرر ذلك بأنه لا يقبل أن تخونه امرأة أخرى، حتى تعرف على شهرزاد ابنة وزيره وتزوجها، إذ لم يبقَ في مُلكهُ إلا ابنة الوزير. وشهرزاد كانت تحكي له كل ليلة قصة ولا تنتهي من روايتها حتى يتركها شهريار لليوم التالي ليستمع إلى بقية القصة لتنجو من الموت فالجملة المشهورة «وأدرك شهرزاد الصباح، فسكتت عن الكلام المباح.» تشير إلى نهجها في الحكاية. فاستطاعت شهرزاد بذكائها وثقافتها أن تجعل شهريار يؤجل قتلها لأنه كان راغبًا في قصصها وكانت شهرزاد الرّاوية. واستمر على هذه الحال حتى أمضت معه ألف ليلة وليلة، وحكت له 264 حكاية. فأعادته إلى صورته الإنسانية.
شكلت شهرزاد مع شهريار ثنائية شخصيات أصلية لألف ليلة وليلة، وهي تظهر من خلال الحكاية «شهریار الملك مع شهرزاد بنت الوزير»، وهي الحكاية الإطار والمفتتح للكتاب.
أصبحت شخصية شهرزاد عالمية بعد انتشار ترجمات ألف ليلة وليلة، وينبوعًا للآثار والأعمال الفنانين والأدباء في أغلب الثقافات العالم. وقد تحولت شخصيتها في الثقافة الغربية الشعبية إلى رمز المرأة الشرقية، خاصة في القرن التاسع عشر. برغم أنها ترمز إلى الحكواتية في الثقافة الشرقية العربية.

## سيرتها
شهرزاد هي إحدى رعايا المملكة المجهولة التي يحكمها الملك شهريار، وهي البنت الكبرى لوزير في بلاطه، مجهولة الأم، لم يذكر عنها شيء في الحكاية، ولها أخت أصغر منها هي دنيازاد كما لشهريار أخ أصغر منها هو شاه زمان.
واسمها فارسي مركب من «شَهْرْ» و«زَاد» ومعناه لفظيًا بنت البلد. وشَهْرَيار معناه أمير البلد. وقد أنجبت شهرزاد ثلاثة أبناء، أسمائهم غير معروفة.

## صفاتها

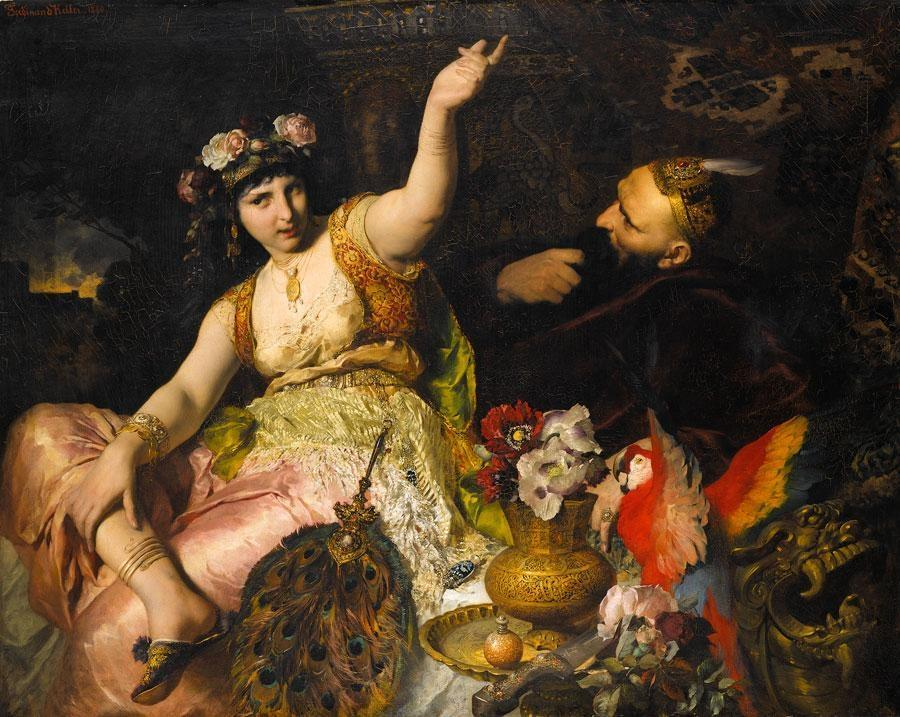
شهرزاد والملك شهريار، بريشة الرسام الألماني فرديناند كيلر، 1880. نموذجا لظهور شهرزاد في الفن الاستشراقي.

تملك شهرزاد صفات عديدة تجعلها راوية قصة مميزة أو حكواتية، منها أسلوبها في فن الحكي، وتميز بمنهجها في الرواية وأيضًا تمكن من إغراء المستمع بالإنصات إليها. فضلاً على ذلك، هي وصفت بجمالها الفائق ولديها الجمال الأنثوي المثالي. وهكذا تتزايد المتعة التي توفرها الحكاية بتزايد تأمل الوجه الجميل من وجهة نظر ذكورية، إذ مخاطبها هو زوجه الملك شهريار.
وصفت شهرزاد بأنها امرأة جميلة ولها معرفة بالأدب، ولها القدرة العالية على الحكاية، فاستطاعت أن تغيّر في شهريار المتعة الجنسية وهي انتقامية وخوف كامن في داخله من الخيانة، إلى متعة الحكي. تعد شهرزاد المرأة المصلحة أو المفارقة لبنات جنستها بما تمتلك من صفاتها المميزة. فهي تشغل مكانة البطل في ألف ليلة وليلة أما شهريار فهو البطل المضاد. فضلًا عن سردها للحكايات فقد تمتعت بقدرتها على تجسيد الحدث وتصويره والبراعة في الإقناع. مثّل شهرزاد شخصية جاذبة لشهريار، ليس ضمن الحكايات وشخصيات داخلها، وإنما شهريار يسمعُها فقط، وهي راوٍ خارجي مكلفة بالحكي مما جعل شهريار يخضع لها، وهو المروي له.

## دورها
تظهر شهرزاد في الحكاية المفتتح لكتاب ألف ليلة وليلة، وهذه الحكاية تبدأ باشتياق الملك شهريار لرؤية أخية الأصغر الملك شاه زمان وتنتهي بزواج شهريار من شهرزاد.
| ..وكان الوزير له بنتان ذاتا حسن وجمال وبهاء وقد واعتدال الكبيرة اسمها شهرزاد والصغيرة اسمها دنيازاد وكانت الكبيرة قد قرأت الكتب والتواريخ وسير الملوك المتقدمين وأخبار الأمم الماضيين. قيل أنها جمعت ألف كتاب من كتب التواريخ المتعلقة بالأمم السالفة والملوك الخالية والشعراء فقالت لأبيها: مالي أراك متغيرًا حامل الهم والأحزان وقد قال بعضهم في المعنى شعراً: قل لمن يحمل هماًإن همًا لا يدوممثل ما يفنى السرورهكذا تفنى الهموم فلما سمع الوزير من ابنته هذا الكلام حكى لها ما جرى له من الأول إلى الآخر مع الملك فقالت له: بالله يا أبت زوجني هذا الملك فإما أن أعيش وإما أن أكون فداء لبنات المسلمين وسببًا لخلاصهن من بين يديه فقال لها: بالله عليك لا تخاطري بنفسك أبدًا فقالت له: لا بد من ذلك فقال: أخشى عليك أن يحصل لكِ ما حصل للحمار والثور مع صاحب الزرع فقالت له: وما الذي جرى لهما يا أبت؟.. |
| —ألف ليلة وليلة، حكاية شهریار الملك مع شهرزاد بنت الوزير |

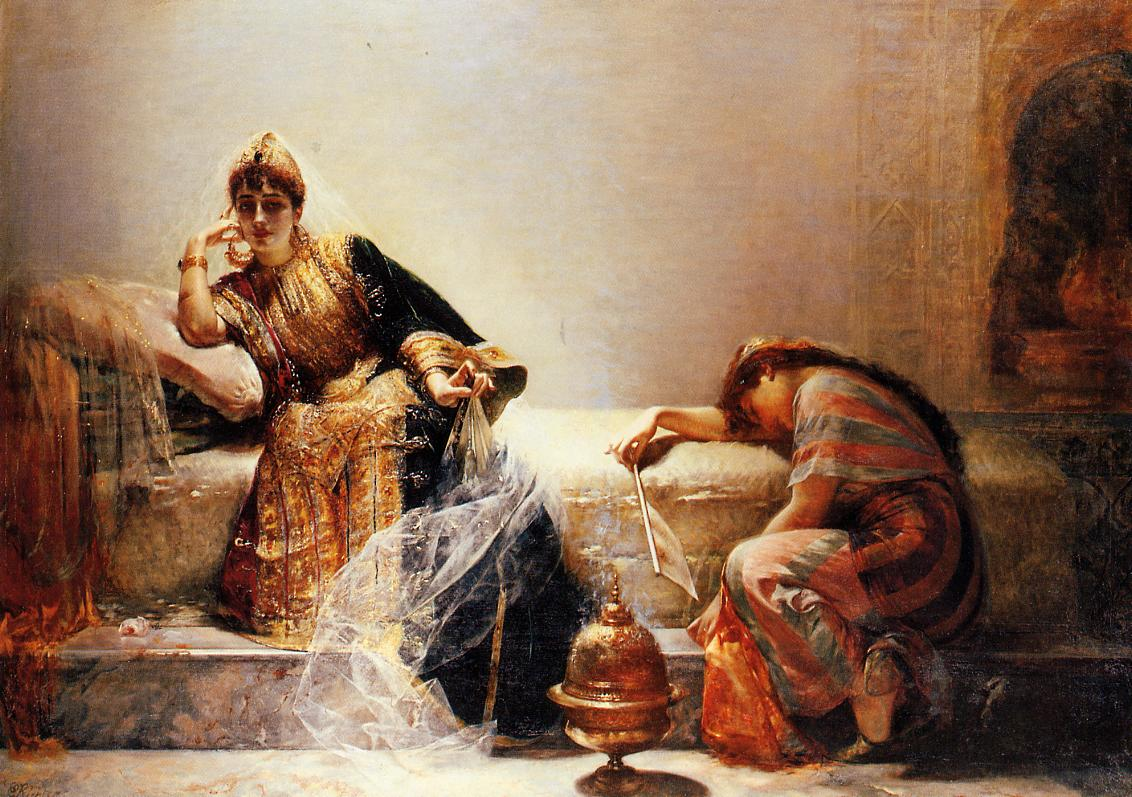
شهرزاد واختها دنيازاد، بريشة إدوارد فريديريك فيلهلم ريشتر (1844 - 1913)

أن أول من ذكر اسم ألف ليلة وليلة من المؤرخين العرب هو المسعودي في كتابه مروج الذهب وهو من مؤرخي القرن الرابع الهجري، حيث قال عنه: «.. ويقال له هَزار أفسانة وتفسيرها خرافة بالفارسية، والناس يسمون هذا الكتاب ألف ليلة وليلة وهو خبر الملك والوزير وابنته، وجاريتها شهرزاد ودنيازاد.» أما الذي بحث في أصل هزار أفسانة وفنّد أصله هو ابن النديم صاحب الفهرست، وقال «إن ملكًا من ملوكهم كان إذا تزوج امرأة وبات معها ليلة قتلها من الغد. فتزوج بجارية من أولاد الملوك لها عقل ودراية، يقال لها شهرزاد، فلما حصلت معه، ابتدأت تخرّفه وتصلُ الحديث عند انقضاء الليل بما يحمل الملك على استتبقائها ويسألها في الليلة الثانية عن تمام الحديث إلى أن أتى عليها ألف ليلة، إلى أن رزقت منه ولدًا اظهرته وأوقفت الملك على حيلتها عليه فاستعقلها ومال إليها واستبقاها.» 
أن شهرزاد لم ترو الحكايات سوى للملك ولأختها الصغيرة دنيازاد. فهي لا تحكي أي شيء كان، إنها تحرص على تُدرِج حكايتها ضمن مقولة الخارق، إذ لا مناص أن تكون الحكاية عجية وغريبة، والا فإنها غير جديرة بأن تُروى. فعندها، يجب أن يتأكد المستمع من أنه ينجز ذهنيًا المسافة التي يقطعها البطل من العالم المألوف إلى العالم الغريب. يحدُث هذا الاستعداد الخاص منذ اللحظة التي تقدّم الحكاية باعتبارها مدهشة ومذهلة. وتخلق شهرزاد احساسًا من الانتظار القلق، إذ أن نهاية الحكاية لا تتطابق مع نهاية الليلة، وهكذا على الملك أن يترقب، كل فجر، استكمال الشمس لمسيرتها اليومية. وما أن تنتهي الحكاية حتى تبدأ أخرى جديدة بوصفها أكثر جمالًا وعجائبية من سابقتها. «هكذا تمنح شهرزاد نفسها في الوقت الذي تتهرب فيه. تَعدُ بالمتعة ثم تؤجلها. وكلما أشبعت رغبة أثارت أخرى مُحّملَة بالذكرى الزاهية للرغائب السابقة.» 
وشهرزاد لا تذكر في أية لحظة عن أصل الحكايات، كأنها دائمًا معروفة ومروية، فإنها تُروى فقط ولا تُبتكر، إذ الحكاية هي موجودة دومًا عندها. فلم تبتكر شهرزاد الحكايات التي قامت بروايتها، وأنها تضطلع بدور الناقلة والراوية فقط. وبالفعل، كل حكاية من حكايتها تبدأ بـ«يحكي» أو «بلغني». ولم تجمع حكاياتها عن طريق الشفهية بقدر ما جمعتها من الكتب، أساتذتها هم الكتب فقط والبالغ عددها ألفًا. حيث هي درست الطب والشعر والتاريخ فمن هذه الذاكرة الزاخرة أستَقَت مادة حكاياتها ونهلت مادة العبرة التي قدمتها لشهريار ليلة بعد ليلة.

## تأثيرها

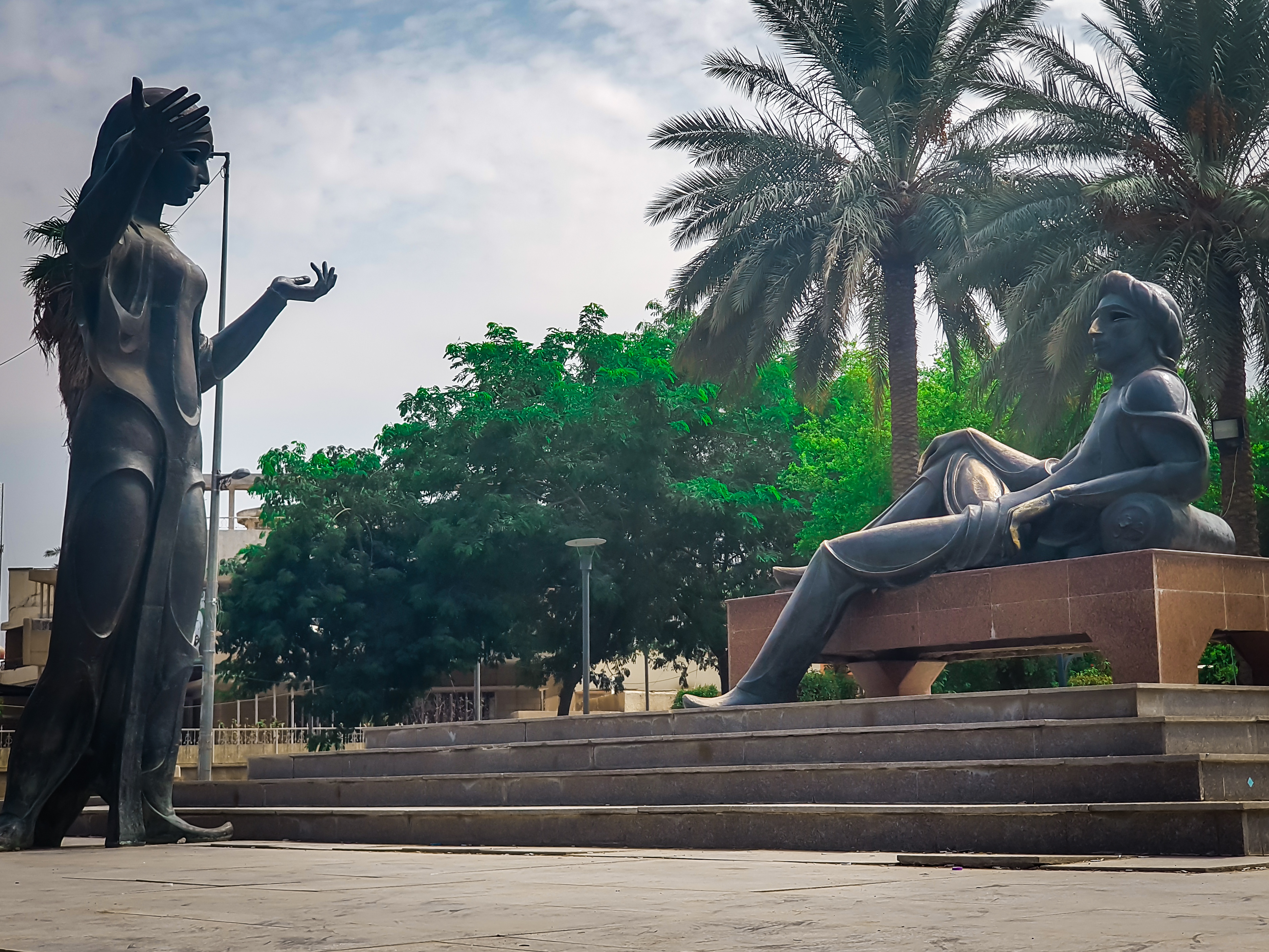
تمثالا شهرزاد وشهريار في شارع أبو نؤاس، بغداد. شهرزاد ترمز إلى الحكواتية في الثقافة الشرقية العربية، التي واجهت السلطة الذكورية، وأيضًا رمزًا لإغواء بغير الجسد، وقد هدت الملك شهريار إلى إنسانيته، لا بواسطة المنطق بل بالعاطفة.

في الأدب الغربي، ثمة ثلاث شخصيات ألف ليلة وليلة كانت هي الأكثر في اهتمامات، سواء على مستوى الترجمة أم الدراسة أم الاستلهام، وهذه الشخصيات الثلاث هي الثنائي شهرزاد وشهريار، ثم السندباد. بالنسبة لشخصيتي شهرزاد وشهريار، كانت محورًا لمعظم الدراسات والأبحاث التي كتبت حول الليالي، وكان اسمهما الفارسي دليلًا من أقوى أدلة القائلين بالأصل الفارسي لليالي.
فقد كات تأثير الشخصيتين، خصوصًا شهرزاد، بالغ العمق والقوة في الأدب الغربي، ولم يكن تأثيرها مقصورًا في الأدب، وإنما تجاوز إلى الفنون الأخرى كالسينما والموسيقى والرسم. وقد أخذت شهرزاد في الآداب الأوروبية دلالة خاصة هي «ترجيح العاطفية على العقل في الاهتداء إلى الحقائق الكبرى، إذ أن شهرزاد قد هدت الملك إلى إنسانيته وردته عن غريزته، لا بواسطة المنطق بل بالعاطفة، فصارت رمزًا للحقيقة التي يعرفها الإنسان عن طريق هذا الشعور والحب، وبهذا المعنى انتقلت شهرزاد إلينا في أدبنا العربي المصار بفضل تأثير الآداب الأوروبية.»
شهرزاد في الأدب العربي، هي «نموذج إيجابي للمرأة شكلا للمقاومة، لمواجهة الموت بسحر القصة، والقوّة بالذكاء. لمواجهةٍ بين رجل جبّار وامرأة ضعيفة.» في رؤية الشاعرة المغربية عائشة بلحاج «استُعملت القصة ضد المرأة، لا معها، لإقناعها بأن تستخدم كيدها الشهير الذي لا نعرف من وصمها به، لتنجو من الموت المعنوي، بدل أن تقف ببساطةٍ، وتأخذ حقها من مجتمع ذكوري بامتياز، من دون قصص أو حكايات؛ وبعدها تعوّد الجميع، بمن فيهم النساء، على تسويق نموذج شهرزاد مثالا للمقاومة.»  والرمزية شهرزاد هي مواجهتها السلطة الذكورية، إلى جانب كونها الراوية والحكواتية والإغواء بغير الجسد.
من حيث الشيوع في الشعر العربي المعاصر، تأتي شخصيتا شهرزاد وشهريار في المرتبة الثانية بعد السندباد. قد اقترنت الشخصيتان شهرزاد وشهريار، وقد شاع توظيف شهرزاد رمزًا للمرأة العربية التي «ما زالت تعيش أسيرة عصر الحريم، تنتهى آمالها عند تحقيق حياة مادية باذجة تفيض بالترف والدعة والخمول، حتى وإن لم يتجاوز دورها في هذه الحياة كونها مجرد جارية تباع وتشتري ككل طُرف هذه الحياة التي تحلم بها.» 
كان عبد الوهاب البياتي يرمز بها كثيرًا إلى المرأة المتاع، المرأة الجارية التي تباع وتشتري، والتي يحرص على تحريرها من أسر عصر الحريم. وقد حاول بعض الشعراء العرب المعاصرين أن يكسبها أبعادًا سياسية كما فعل عبد الرحيم عمر في قصيدة «كيف ماتت شهرزاد» حيث جعل شهرزاد الجارية رمزًا للأمة المغلوبة على أمرها التي قدر عليها أن تعيش حياة مهنية لا هدف لها فيها سوى الترفيه عن سيدها المستبد، شهريار وهو رمز السلطة، «تمتهن كلماتها وتذلها لترضى مزاجه المستبد، وتبيع نصاعة كلمتها ونقاءها بثمن بخس؛حياة ليلة جديدة تضاف إلى ليالي عمرها الذليل.»
وفي الأدب القصصي والمسرحي العربي، تظهر شهرزاد ظهورًا مختلفًا، فهي ترمز إلى ترجيح العاطفة على العقل في الاهتداء إلى الحقائق الكبرى، كما حدث في الأدب الغربي. فهي ابنه الوزير التي قبلت أن تعيش كجارية في قصر شهريار تترقب الموت بين ليلة وأخرى، ولكنها في نفس الوقت تلك الحكيمة المثقفة الواسعة الأفق، التي عرفت كيف تُقوّم طغيان شهريار بعذب أحاديثها وقصصها، حتى أستطاعت أن تضمن حياتها عنده ألف ليلة وليلة، لم تجد نفسها بعدها في حاجة إلى أن تحكي له قصص جديدة، فقد ردت إليه ثقته في المرأة.
أما شخصية شهرزاد العامة والعالمية، فقد استخدمها العديد من الأدباء فظهرت في أعمال فنية كثيرة كالمؤلفات الموسيقية والشعر والتماثيل واللوحات عديدة.

### الفنون المرئية
- أوبريت شهرزاد 1921 من ألحان سيد درويش وتأليف محمود بيرم التونسي.[16]
- أحد أفلام هوليوود الروائية الأولى التي تستند إلى ألف ليلة وليلة، هو الليالي العربية (فيلم 1942). قامت ببطولته ماريا مونتيز في دور شهرزاد. القصة لا تشبه تقريبا النسخة التقليدية للكتاب. في الفيلم، شهرزاد راقصة تحاول الإطاحة بالخليفة هارون الرشيد والزواج من أخيه.
- الأميرة شهرزاد، مسلسل رسوم متحركة فرنسي، عرض لأول مرة بين عامي 1996-1999.
- المسلسل الأردني شهرزاد إنتاج 4، درامي ملحمي تاريخي، يتمحور حول علاقة المرأة بالرجل بكل ما يكتنفها من حب وانتقام، وعلاقة السلطان بالسلطة وبالشعب، بالإضافة لصلابة المقاومة في وجه العدوان وأطماع الغزو والهيمنة. يتناول المسلسل قصة شهرزاد وشهريار من الناحية الإنسانية بعيداً عن الحكايات الأسطورية والخيالية.[17]
- المسلسل التلفزيوني التركي ويبقى الحب بث لأول مرة في 7 نوفمبر 2006، هو إعادة رواية حديثة للكتاب ألف ليلة وليلة. تدور أحداث الفيلم حول مهندسة معمارية تُدعى شهرزاد تقضي ليلة مع رئيسها في الحصول على مال لدفع تكاليف الجراحة الباهظة لابنها.
- إحكي يا شهرزاد هو فلم مصري من إنتاج العام 2009 من تأليف وحيد حامد وإخراج يسري نصر الله، وبطولة منى زكي، محمود حميدة وحسن الرداد. يتناول الفيلم عدد من القصص لنساء يخضعن لحالة من القهر النفسي أو الجنسي أو الاجتماعي التي تعبر عن حالة من التناقض أو الازدواجية في المجتمع.
- المسلسل الدرامي الرومانسي والتاريخي الإيراني شهرزاد.تدور أحداثه في الخمسينات من القرن العشرين وهي قصة رومانسية مبنية على التاريخ المعاصر الإيراني.[18]
- ظهرت المصرية سمية الخشاب في برنامج mbc maskedsinger قامت بدورها في شخصية شهرزاد، يناير 2021.[19]
- في مارس 2019 عرض أوبرا شهرزاد عن نص للشاعرة والروائية التونسية آمنة الرميلي وموسيقى للفنان سمير الفرجاني، والذي قدمته الفنانة اللبنانية جاهدة وهبة في دور شهرزاد والباريتون التونسي هيثم الحذيري في دور شهريار، بالمسرح البلدي بسوسة، تونس.[20]

### الأدب

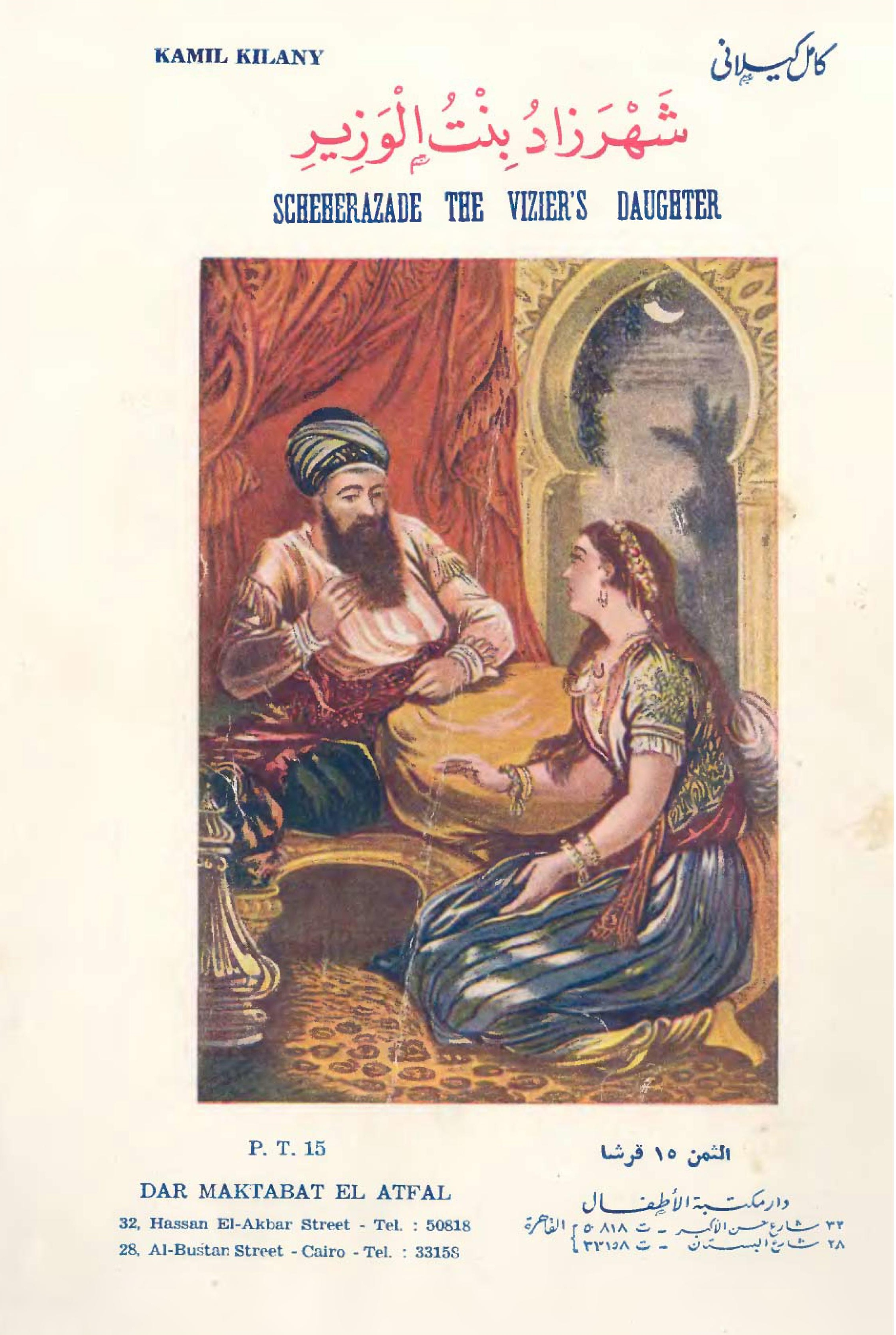
غلاف كتاب شهرزاد ابنة الوزير لكامل الكيلاني، طبعة القاهرة 1957، من آثاره في الأدب الأطفال.

- ألمح جون بارث ألمح جون بارث إلى ألف ليلة وليلة أو أشار إليها صراحةً في العديد من أعماله، مثل الرحلة الأخيرة لفلان الملاح. تظهر شهرزاد كشخصية في حكايات مياه المد. بالإضافة إلى ذلك، فإن دنيازادياد، وهي واحدة من مجموعة من ثلاث روايات تكوّن عمل بارث الخيالي «كيميرا»، هي إعادة سرد لقصة تأطير شهرزاد تظهر فيها الكاتبة لشهرزاد من المستقبل وتروي لها قصصًا من ألف ليلة وليلة لتزويدها بالمواد التي تمنع إعدامها.
- كتب لاري نيفن حكاية جني والأخوات. روى حكاية أخرى لشهرزاد وظهرت في مجموعة قصصه القصيرة إن-اسبايس 1990.
- كتب كريج شو غاردنر ثلاثية: السندباد الآخر (1990)، يوم سيئ لعلي بابا (1991) و ليلة شهرزاد في عام 1992.
- في رواية بؤس لستيفن كينغ، يُجبر بطل الرواية على كتابة رواية تحت التهديد بالموت أو التقطيع على يد معجب مجنون. في عدة مناسبات طوال القصة، قارن وضعه بوضع شهرزاد. كما تصف الرواية الخصم الرئيسي (آني ويلكس) بشهرزاد.[21]
- في رواية ميسون وديكسون لتوماس بينشون يجب على الراوي، القس ويكس تشيريكوك، أن يروي لعائلته قصة مسلية من أجل البقاء ضيفًا في منزلهم، وهو مأزق مشابه لمأزق شهرزاد.
- كتب الروائي علي أحمد باكثير مسرحية في ثلاث فصول بعنوان سر شهرزاد، [22] قدمتها الفرقة المصرية الحديثة عام 1953، أخرجها فتوح نشاطي ومثل البطولة فيها: أمينة رزق، أحمد علام، محمد الطوخي.[23]
- كتب كامل الكيلاني شَهْرَزَادُ بِنْتُ الْوَزِيرِ ملهمًا من شخصية شهرزاد.[24]
- أحد آثار طه حسين هو أحلام شهرزاد.
- كتب توفيق الحكيم مسرحية فلسفية شهرزاد كتبها سنة 1934 التي يُجسّد فيها شهريار دور الباحث عن العقل والمعرفة بعد أن انصاع لشهوته الجسدية.
- كتاب وأدرك شهرزاد الصباح 1988 لحنان اللحام يتضمن 14 لوحة قصصية تعرض أحوال بيت الزوجية ومعاناة الزوجين الكامنة في توهم كل منهما أن سعادته في استعباد الآخر، فيقدم شهريار أحيانا، وتتقدم شهرزاد أحيانا أخرى، ويدعو إلى الرؤية والتفكير والكلام المباح.[25]
- كتب أنور حامد رواية بعنوان شهرزاد تقطف الزعتر في عنبتا صدرت في 2008 بالعربية بعد أن كان قد كتبها ونشرها بالإنجليزية في 2004 . بطلها الفلسطيني العادي الذي يناضل للبقاء على قيد الحياة في ظروف تشده في كل لحظة إلى الموت. يعيش في انتظار يوم آخر، قد يجلب الانفراج، وإلى أن ياتي ذلك اليوم عليه أن يمارس فنه وألاعيبه وذكاءه السليقي للبقاء، دون أن يخدش كبرياؤه أو يصادر فرحه وحقه بالحياة.[26]
- رواية شهرزاد رجلًا 2009 تأليف محمد أبو معتوق، تتحدث عن العلاقة بين الرجل والمرأة، والذكورية.[27]
- صدر في 2010 الكتابة جمانة حداد أثره بعنوان هكذا قتلتُ شهر زاد بالألمانية، تمزج حداد بين السيرة الذاتية والمقالة واصفةً الطريق الذي سارت عليه لتحرر نفسها وسط مجتمع ذكوري.[28]
- في 2010 صدرت 2010 فاطمة المرنيسي كتابه شهرزاد ترحل إلى الغرب تطرح فيه عن المجتمع الشرقى بصفه خاصة، وما يحدث له عندما يسمع اسم شهر زاد، وما هي فكرة المجتمع الغربى عن المرأة الشرقية.

### الموسيقى
- في عام 1888، أكمل الملحن الروسي نيكولاي ريمسكي كورساكوف القطعة Op. 35 شهرزاد، في أربع حركات، تستند إلى أربع حكايات من الليالي.
- شهرزاد لللأخوين الرحباني، غنتها فيروز مطلعها: يا شهرزاد غني الهوى غني الليالي فالشوق عاد/يا شهرزاد وللنوى قصر ببالي رغم البعاد.

### فهرس المراجع
1. 1 2  محمد ألتونجي (2001). معجم أعلام النساء (ط. الأولى). بيروت: دار العلم للملايين. ص. 113.
2. ↑  من هي شهرزاد نسخة محفوظة 2020-09-28 على موقع واي باك مشين.
3. ↑  "جمانة حداد تعلن الحرب على الأنظمة المعادية للجسد / DW / 27.11.2010". مؤرشف من الأصل في 2021-01-29. اطلع عليه بتاريخ 2021-01-29.
4. ↑  سروة يونس الدلي (1996)، ص.45
5. 1 2 3  عبد الفتاح كيليطو (1996)، ص.16
6. ↑  سروة يونس الدلي (1996)، ص.42
7. ↑  سروة يونس الدلي (1996)، ص.43
8. ↑  سروة يونس الدلي (1996)، ص.44
9. ↑  داود سلمان الشويلي (2019). ألف ليلة وليلة وسحر السردية العربية (ط. الأولى). الشارقة، الإمارات العربية المتحدة: معهد الشارقة للتراث. {{استشهاد بكتاب}}: الوسيط غير المعروف |الصحفة= تم تجاهله (مساعدة)
10. ↑  موسى سليمان (1950). الأدب القصصي عند العرب (ط. الأولى). بيروت، لبنان: دار الكتاب. ص. 20.
11. ↑  عبد الفتاح كيليطو (1996)، ص.17
12. ↑  عبد الفتاح كيليطو (1996)، ص.18
13. 1 2 3 4  علي عشري زايد (1997). استدعاء الشخصيات التراثية في الشعر العربي المعاصر (ط. الأولى). القاهرة، مصر: دار الفكر العربي. ص. 155.
14. ↑  تسقُط شهرزاد نسخة محفوظة 2021-01-30 على موقع واي باك مشين.
15. ↑  شهرزاد الكاتبة في مواجهة سلطة الذكورة | لونيس بن علي | صحيفة العرب نسخة محفوظة 2019-10-30 على موقع واي باك مشين.
16. ↑  "«أوبريت شهرزاد»: سيد درويش وأصدق آيات الموسيقى الخالدة / مروة متولي". مؤرشف من الأصل في 2020-08-08. اطلع عليه بتاريخ 2021-01-29.
17. ↑  "Arab Telemedia Group". مؤرشف من الأصل في 2018-09-19. اطلع عليه بتاريخ 2021-01-29.{{استشهاد ويب}}:  صيانة الاستشهاد: BOT: original URL status unknown (link)
18. ↑  "شهرزاد و قصه هزار و یك شب 'فساد در ایران'". مؤرشف من الأصل في 2020-11-18. اطلع عليه بتاريخ 2021-01-29.
19. ↑  سمية الخشاب: حلمت بشهرزاد وأعشقها لقوتها.. وتجربة Maske Dsinger صعبة | المصري اليوم نسخة محفوظة 2021-01-28 على موقع واي باك مشين.
20. ↑  شهرزاد تطلق حكاياتها من تونس على أجنحة الأغنيات | صابر بن عامر | صحيفة العرب نسخة محفوظة 2021-01-29 على موقع واي باك مشين.
21. ↑  Could you help me to write an analysis of Stephen King's Misery? - eNotes.com نسخة محفوظة 2018-11-29 على موقع واي باك مشين.
22. ↑  الوحدات الثلاث فی مسرحية «سر شهرزاد» - ديوان العرب نسخة محفوظة 2021-01-29 على موقع واي باك مشين.
23. ↑  "علي أحمد باكثير: الكاتب الذي أنصف المرأة". مؤرشف من الأصل في 2016-03-19. اطلع عليه بتاريخ 2021-01-29.
24. ↑  شَهْرَزَادُ بِنْتُ الْوَزِيرِ | كامل كيلاني | مؤسسة هنداوي نسخة محفوظة 2020-09-29 على موقع واي باك مشين.
25. ↑  وأدرك شهرزاد الصباح - أبجد نسخة محفوظة 2021-01-29 على موقع واي باك مشين.
26. ↑  أنور حامد في رواية "شهرزاد تقطف الزعتر في عنبتا": ومضات.. | قاب قوسين نسخة محفوظة 2021-01-29 على موقع واي باك مشين.
27. ↑  شهرزاد رجلا - مسارات - كتب - البيان نسخة محفوظة 2021-01-29 على موقع واي باك مشين.
28. ↑  اللبنانية جمانة حداد تقتل شهرزاد بلا رحمة | DW عربية | رؤية أخرى للأحداث في ألمانيا والعالم العربي | DW | 09.12.2010 نسخة محفوظة 2018-05-30 على موقع واي باك مشين.

### معلومات المراجع
- محسن جاسم الموسوي (1987). ألف ليلة وليلة في نظرية الأدب الإنكليزي (1704 - 1910)، الوقوع في دائرة السحر (ط. الأولى). بيروت، لبنان: مركز الانماء القومي.
- عبد الفتاح كيليطو (1996). العين والإبرة، دراسة في ألف ليلة واليلة. ترجمة: مصطفى النحال (ط. الأولى). الدار البيضاء، المغرب: نشر الفنك للترجمة العربية.
- سروة يونس الدلي (2018). شخصيات ألف ليلة وليلة، من البناء إلى التوظيف في الرواية العربية (ط. الأولى). عمان، الأردن: دار الخليج.